# 细叶山景天
细叶山景天（学名：Sedum franchetii）为景天科景天属的植物，是中国的特有植物。分布于中国大陆的云南等地，生长于海拔2,800米至3,700米的地区，多生长在丛林下和水旁岩石上，目前尚未由人工引种栽培。

## 别名
细叶景天（植物分类学报）